# Antoni Osiński
Antoni Osiński (ur. ok. 1720, zm. w 1764) – jeden z czołowych przedstawicieli tzw. lwowskiej rzeźby rokokowej. Pracował głównie z drewnem. 

## Życiorys
Według Zbigniewa Hornunga, naukę rozpoczął zapewne w warsztacie Tomasza Huttera, a ukończył ją w Buczaczu przed rokiem 1750, gdzie był uczniem Jana Jerzego Pinzla. Dr Paweł Freus twierdzi, że nie wiadomo, gdzie i u kogo pobierał nauki: nie jest wykluczone, że u Sebastiana Fesingera we Lwowie. Wraz z Maciejem Millerem zapewne był szwagrem Piotra Polejowskiego. Zdaniem Jana K. Ostrowskiego: Z. Hornung, w opozycji do poglądów Tadeusza Mańkowskiego, znaczną część najbardziej udanych prac Pinzla starał się przypisać Antoniemu Osińskiemu, oraz nic nie wskazuje na warsztatowe powiązanie z Pinzlem Osińskiego w kręgu lwowskim obiektów zabytków rzeźby lwowskiej o powtarzającej kompozycji, który obejmuje Lwów i pobliskie Hodowicę, Nawarię, Żyrawkę, Busk i należy wyłączyć go z bezpośredniego kręgu Pinzla.

## Prace
- trzy ołtarze boczne (Niepokalanego Poczęcia, Św. Bernardyna ze Sieny i Św. Jacka) dla kościoła bernardynów w Leżajsku (1755-1758)
- ołtarz główny i 10 bocznych oraz ambona (w 1789 częściowo zniszczone przez pożar) dla kościoła bernardynów w Zbarażu (1757-1761)
- "castrum doloris" kasztelana kijowskiego Nikodema Kazimierza Woronicza do kościoła karmelitów bosych we Lwowie (1762)